# Шакенов, Амангельды Абдрахманович
Шакенов Амангельды Абдрахманович (20 июля 1943, аул Чукут, Омская область — 1 мая 2018, Омск) — российский художник-живописец и график, преподаватель и профессор кафедры академической живописи Омского государственного педагогического университета, академик Академии художеств Республики Казахстан, Заслуженный работник культуры Российской Федерации. Член Союза художников России с 1976 года.

## Биография
Родился 20 июля 1943 года в ауле Чукут Шербакульского района Омской области. В 1959—1962 гг. — обучался в старших классах школы-интерната в селе Боголюбовка Марьяновского района. Затем, в 1960 г. семья Шакенова переехала в Кокчетавский район Казахстана.
В 1962 году поступил на художественно-графический факультет ОГПИ им. А. М. Горького. Педагоги: Белов, Кондратий Петрович, Штабнов, Геннадий Арсентьевич. В этом же году вступил в ряды Советской армии, и после службы (1962—1965) продолжил обучение в ОГПИ им. Горького. Преддипломную практику проходил в Асинском районе Казахстана в окрестностях Алма-Аты. Дипломная работа «Джайлау». Руководитель Штабнов, Геннадий Арсентьевич.
После окончания института в 1970 г. стал ассистентом кафедры изобразительных искусств ОГПИ им. А. М. Горького.
В 1971 г. родилась старшая дочь Динара. С этого же года Шакенов — постоянный участник областных выставок.
С 1980 по 1997 гг. Шакенов занимал должность декана художественно-графического факультета ОГПИ им. А. М. Горького. С 1990 года — доцент кафедры живописи.
В 1987 году присвоено звание «Заслуженный работник культуры РСФСР».
В 1996 году у Амангельды Шакенова родилась дочь Жамиля.
С 1999 по 2001 гг. Шакенов — член правления Омской организации Союза художников России. А в 2001 году стал председателем правления Омской организации Союза художников России. Был председателем до 2004 года.
В 2007 году ему присвоено звание действительного академика Академии художеств республики Казахстан. Член Ассоциации казахстанских художников.
С 2008 года работал в должности профессора кафедры академической живописи факультета искусств Омского государственного педагогического университета.
В 2011 году Амангельды Шакенову присвоено звание профессора академической живописи.
2017 г. — выпуск персонального альбома-каталога «Амангельды Шакенов. Живопись. Графика».
Умер 1 мая 2018 года в г. Омске.

## Творчество
Творческое наследие Шакенова богато и разнообразно: он писал портреты, пейзажи, посвященные прошлому и настоящему России и Республики Казахстан. Он никогда не забывал о национальных корнях и отражал любовь к малой родине в своих работах. Многие произведения Шакенова А. А. находятся в областных, городских музеях ИЗО, фондах Союза художников России, Омской организации сельского хозяйства, музее им. А. Кастеева г. Алматы, Президентском центре культуры г. Астана, фонде Академии художеств Республики Казахстан г. Астана и частных коллекциях в Казахстане, Германии, Финляндии, США.
Многие его ученики работают преподавателями ВУЗа, в средних учебных заведениях, школах, являются членами Союза художников, дипломантами региональных, республиканских выставок.
Амангельды Абдрахманович Шакенов относится к поколению омских художников, заявивших о себе в 1970-е годы. Его творческая биография складывалась в русле общих тенденций становления художника в это время: учеба на художественно-графическом факультете Омского пединститута, по окончании которого началась его активная педагогическая деятельность, поездки в составе творческих групп на Тюменский и Томский север, работа в доме творчества «Горячий ключ» и на Академической даче. Поэтому творческий период 1970—1980-х годов можно рассматривать как итог внутренней художественной политики нашей страны.
И, тем не менее, для Шакенова, учившегося и сделавшего первые творческие успехи в России, характерна преданность национальной тематике. Началом этого «возвращения к самому себе» стала его дипломная работа «Джайлау», своим горячим колоритом сразу привлекшая к себе внимание зрителей. В 1970-е годы им создан целый ряд произведений под общим названием «Мой Казахстан», отражающих жизнь и обычаи казахского народа (Байга", «Той», Свидание", «На отгоне» и др.).
С 1980-х годов в творчестве А. Шакенова начинает доминировать портрет, в котором он не только передает особенности душевного склада казахского народа, но, прежде всего, — достоинства личности и внутреннего мира. Поворот к психологизму не нарушает сложившегося художественного видения мастера. Характерна в этом смысле его портретная установка: он ищет новые пути в структуре традиционного портрета, акцентируя эмоционально-напряженное звучание образа.
Особое место в портретном жанре занимает семейный портрет, в котором проявились несомненные художественные достижения живописца. «Двойной портрет» (1998) — глубокий, превосходный по выразительности интимно-лирический портрет жены. В повторенном дважды изображении одной модели проступают сложные психологические поиски Шакенова. Обращает на себя внимание щедро разработанный цвет, вибрирующий в характерных для мастера тональностях.

### Основные даты творчества
1971 г. — начало работы над серией «Джайлау» (гуашь).
С 1971 г. совершал ежегодные поездки со студентами на пленэр (Тобольск, Боровое, в районы Омской области — Муромцевский, Саргатский, Чернолучье).
1972 г. — работал в Доме творчества «Горячий ключ». С монотипией «Айтыс» участвова в республиканской выставке «По родной стране» в г. Москва.
1973 г. — награжден дипломом III степени выставки-конференции « Молодость, творчество, современность», проходившей в рамках I зональной выставки «Молодые художники Сибири» (Омск).
1975 г. — участвовал графическими работами «Айтыс» и «Джайлау» на выставке произведений омских художников в ВНР (Будапешт). На зональной выставке «Сибирь социалистическая» экспонировалось произведение «На работу. Утро»(темпера). Работал в должности старшего преподавателя художественно-графического факультета ОГПИ им. А. М. Горького. Вступил в члены Союза художников РСФСР.
1976 г. — выступил организатором и участником творческой поездки на Тюменский север (Тобольск, Ханты-Мансийск, Сургут, Нижневартовск, Порт Мужи, Березово, Салехард, Надым) на агиттеплоходе «Антон Макаренко» вместе с болгарскими журналистами (Габрово). Серией работ «Нефть Сибири» участвовал в республиканской выставке «Молодость России» (Москва).
1976—1983 гг. — работал в составе правления Омской организации Союза художников РСФСР, возглавлял шефскую работу, сектор пропаганды, творческую секцию.
1978 г. — участник II зональной выставки «Молодые художники Сибири» (Омск), республиканских выставок «Молодые художники России» (Москва) и «Школа-учитель-искусство» (Москва).
Работал в должности и. о. доцента ХГФ ОГПИ им. Горького.
Групповая выставка в составе: А. И. Голубецкий, Г. С. Катилло, Г. Г. Пилипенко, А. А. Шакенов (Омск).
Работал в Доме творчества им. К. Коровина в Гурзуфе.
Награжден знаком МК СССР и ВЦСПС «Отличник культурного шефства над селом».
1979 г — совершил творческую поездку на агиттеплоходе «Антон Макаренко» на север Тюменской области (Тобольск, Ханты-Мансийск, Сургут, Нижневартовск, Порт Мужи, Березово, Салехард, Надым) в составе творческой группы: В. Л. Долгушин, Ю. Г. Давыдов, И. А. Санин. Картина «На полевом стане» экспонирована на республиканской выставке «Мы строим БАМ» (Улан-Удэ).
Награжден Дипломом Всероссийской выставки произведений художников-преподавателей педагогических учеюных заведений; Дипломом Всероссийской выставки учебных и творческих работ студентов педагогических училищ (Москва).
1980 г. — Участвовал в V зональной выставке «Сибирь социалистическая» (Барнаул).
1981 г. — работал в Доме творчества «Академическая дача». Руководитель А. П. Белых.
1982 г. — работал на творческой даче «Горячий ключ». Руководитель Е. Е. Рубин. Участвовал в юбилейной выставке «Омская земля» картинами «Портрет матери», «На севере», «Динара», «Первая забастовка омских железнодорожников».
1983 г. — на республиканской выставке «Нивы Алтая» (Москва, Барнаул) был представлен «Портрет заслуженного учителя РСФСР Н. П. Нестеренко».
1984 г. — проходил курсы повышения квалификации в ОГПИ им. А. М. Горького и в МВХПУ.
Первая персональная выставка в Доме художника (Омск).
На юбилейной выставке «Омская земля» (Москва, Ленинград) экспонировались: «Портрет матери», «Портрет животновода», «Родные мотивы», «Василий Сергеевич».
1986 г. — работал в Доме творчества «Академическая дача». Повышение квалификации (Челябинск, Политехнический институт).
1987 г. — присвоено звание « Заслуженный работник культуры РСФСР».
1989 г. — повышение квалификации (Орел, Педагогический институт).
С 1990 г. Доцент кафедры живописи художественно-графического факультета ОГПИ им. А. М. Горького.
1991 г. Повышение квалификации (Москва, МВХПУ).
На региональной выставке «Сибирь» (Красноярск) экспонировались произведения: «К вечеру. Этюд», «Эхо войны», «Детские сны».
1991—1997 гг. — председатель Государственной аттестационной комиссии на ХГФ ТГПИ.
1994—1996 гг. — председатель аттестационной комиссии колледжа культуры г. Енисейска Красноярского края.
1995 г. — повышение квалификации (Магнитогорский государственный педагогический институт)
1998 г. — персональная выставка в Омском Доме художника, экспонировалось 70 работ.
1999—2001 гг. — член правления Омской организации Союза художников России.
2001-2004 гг. — председатель правления Омской организации Союза художников России.
С 2000 г. — начало творческого сотрудничества с республикой Казахстан. Персональные выставки в Алматы, Астане, Кокчетаве, Павлодаре, Петропавловске, Усть-Каменогорске.
2006 г. — награжден дипломом II степени выставки-конкурса «Мой город».
2007 г. — присвоено звание действительного академика Академии художеств республики Казахстан. Член Ассоциации казахстанских художников.
2008 г. — присвоена должность профессора кафедры академической живописи факультета искусств Омского государственного педагогического университета.
Награжден дипломом международной выставки, посвященной 15-летию независимости Казахстана.
Персональная выставка в Омском Доме художника.
2009 г. — персональная выставка в г. Астана, представлено 97 живописных произведений и 40 этюдов.
2010 г. — персональная выставка «Предчувствие картины. Этюды с натуры».
2011 г. — присвоено звание профессора академической живописи.
2012 г. — участник республиканского пленэра «Арт-Тобольск».
Персональная выставка «Мои современники» (Омский Дом художника).
2013 г. — персональная выставка в Павлодарском областном художественном музее (Казахстан). Экспонировалось 87 произведений.
2014 г. — персональная выставка в г. Алматы.
2015 г. — пленэрные поездки (Томск, Крым).
2016 г. — персональная выставка «Богатыри Севера» (графика). ГОХМ «Либеров-центр».
Персональная выставка «Незнакомый знакомый Омск».

## Память

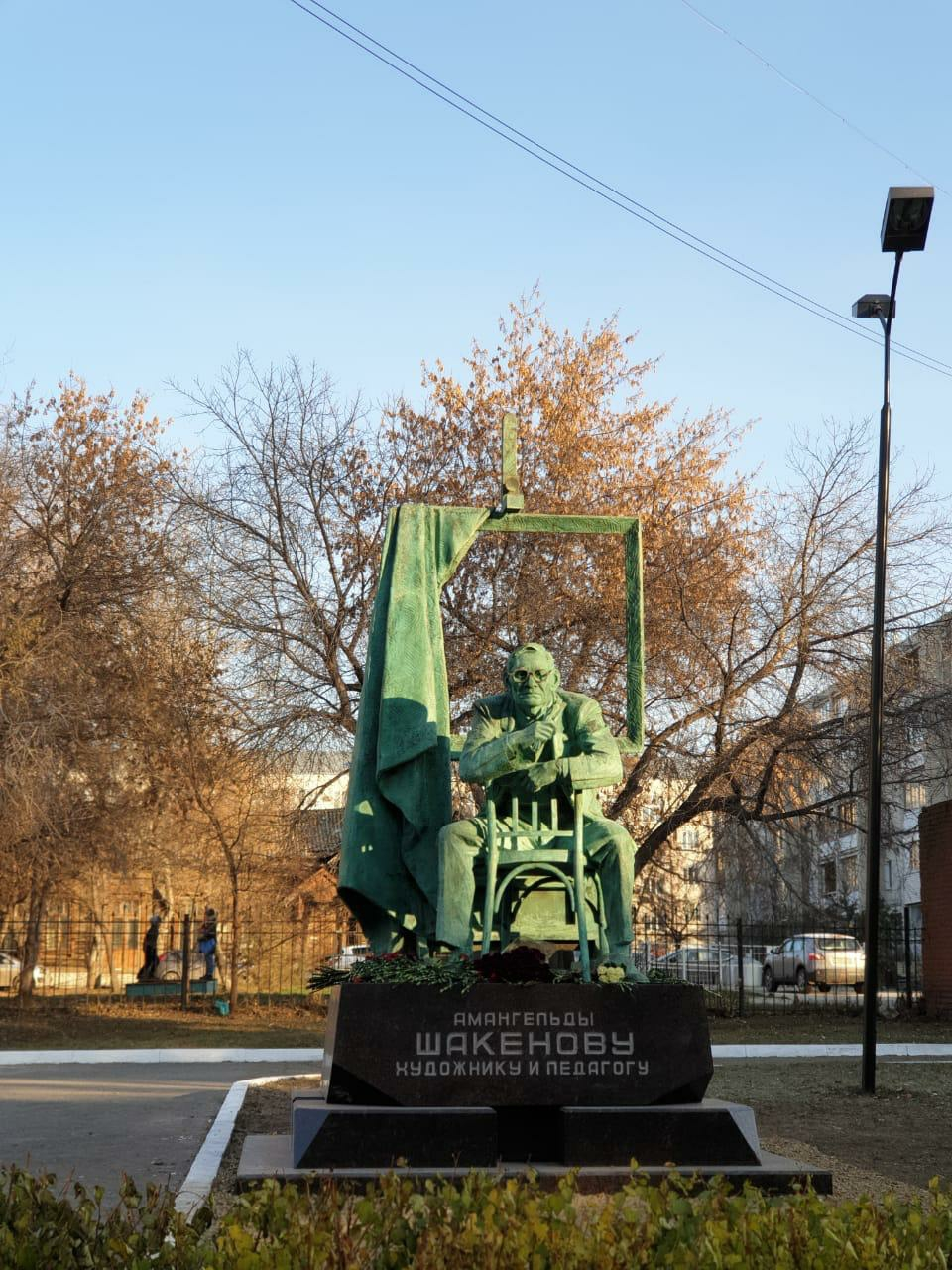
Памятник Амангельды Шакенову. 11 ноября 2019 г.

### Памятник Амангельды Шакенову
6 ноября 2019 года в Омске установили памятник Амангельды Шакенову.
Площадка под скульптуру была определена в центральной части города на улице Ленина.
Скульптура выполнена таким образом, будто художник в задумчивости сидит на стуле, повернутом спинкой вперёд. Позади — мольберт.
На пьедестале выбита надпись: «Амангельды Шакенову — художнику и педагогу». Автором работы стал скульптор Мейрам Баймуханов.